# アラド (航空機メーカー)
アラド・フルークツォイクヴェルケ（Arado Flugzeugwerke ）は第一次世界大戦から第二次世界大戦にかけて活動したドイツの航空機メーカー。フルークツォイクヴェルケとは、航空機製造工場を意味する。

## 歴史
はじめ、フリードリヒスハーフェンにフルークツォイクバウ・フリードリスハーフェン（Flugzeugbau Friedrichshafen GmbH ）として創立され、1925年になってからアラドという社名に改められた。航空機メーカーとしての業績は1924年に主任設計者として迎えられたヴァルター・レーテル博士に負うところが大きい。1933年になると再軍備宣言に向けて空軍の再建を図る政権与党 ナチ党によってアラド・フルークツォイクヴェルケに改称された。
第一次世界大戦後には技師に転向したエース・パイロット、ヴァルター・ブルーメが入社している。
1945年のドイツ降伏にともなって倒産し、解体された。

## 航空機
軍用機として有名なものとしては、ビュッカーのBu 181とともにドイツ空軍での飛行訓練に多用された傑作練習機 Ar 66（1938年初飛行）や、ドイツ製水上機として最多の593機が生産されたAr 196（1938年初飛行）が挙げられる。
大戦末期の1943年には世界初のジェット推進爆撃機、Ar 234を世に送り出している。
ほかに、Bf 109やFw 190といった戦闘機のライセンス生産も行った。

### 航空機の一覧
- Ar 64： 複葉戦闘機
- Ar 65： 複葉戦闘機/練習機、Ar 64のエンジンを換装したもの
- Ar 66： 練習機/夜間攻撃機
- Ar 67： 複葉戦闘機（原型機）
- Ar 68： 複葉戦闘機
- Ar 69： 複葉練習機（原型機）
- Ar 76： 複葉戦闘機/練習機
- Ar 80： 戦闘機（原型機）
- Ar 81： 複座の複葉機（原型機）
- Ar 95： 複葉水上機、沿岸警備/攻撃機
- Ar 96： 練習機
- Ar 196： 艦載水上機、偵察/沿岸警備
- Ar 197： 複葉戦闘機 - Ar 68の派生型
- Ar 198： 偵察機
- Ar 199： 水上機、練習機
- Ar 231： 対潜哨戒機（原型機） - Uボートに収納するために主翼を折り畳めた
- Ar 232： 輸送機
- Ar 233： 水上機（構想のみ）
- Ar 234 ブリッツ （稲妻）： ジェットエンジン推進の爆撃機
- Ar 240： 重戦闘機/攻撃機
- Ar 396： 練習機
- Ar 440： 重戦闘機/攻撃機
- Ar 532： 輸送機（計画中止）
- Ar E.377： ミステル計画で開発された無人滑空機（有翼式大型滑空爆弾）。
- Ar E.381： 空中発射式の小型戦闘機。ロケットエンジン搭載。
- Ar E.555： 全翼ジェット爆撃機（計画中止）